# 武汉外国语学校
武汉外国语学校，简称武汉外校或外校，是中国湖北武汉的一所公办高中。1964年创建的全国首批七所外国语学校之一。该校创办的初中部与小学部在1998年成立武汉实验外国语学校。

## 历史
该校在周恩来总理、陈毅副总理的指示和关怀下，于1964年创建的全国首批七所外国语学校之一。1982年被列为湖北省重点中学，2000年成为省级示范学校。

## 现状
武汉外国语学校位于武汉市江汉区万松园路48号，占地共39亩，建筑面积22000多平方米。
学校的以“外语特色、文理并重、国际合作”为办学思想，通过“爱国、好学、自强、图新”作为校训，倡导“求精、创新”的教风和“自主、参与、互动、合作”的学风，营造民主、平等、和谐、开放的教育氛围，在推进课程改革上实行学分制。
武汉外校是武汉三所经北大认定的中国顶级中学之一。

### 教学
作为外国语学校，除了英语语种班外，还设有法、德、日等外语语种班。同时还开设西班牙语选修课程。学校除了常规的教学班以外，拥有重点在理科的理科实验班、以发扬学生综合素质为主的创新班、与国际教育机构合作创办了中美班、中澳班和IB国际实验班。

### 教职工
教职工191人。教职工中享受国务院政府津贴1人，湖北省有突出贡献的中青年专家1人，享受省政府津贴1人，市优秀专家5人，享受市政府津贴3人，湖北省名师3人，武汉市首届十大名师1人，湖北省特级教师25人，市学科带头人40人，省骨干教师12人，高级职称教师114人。具有硕士学位的教师共83人。

### 武外英中
2000年，武汉市教委、武汉外国语学校、其他英澳高校、国际教育组织和安科思教育合作创立武汉英中教育培训中心。2006年迁入该校后，其董事长由该校校长担任。2016年，沿河大道校区初中部成立。2019年起，其高中部开始使用古田校区办学，2021年已完全迁出武汉外国语学校高中部校址，原址遭到拆除。

### 武外在线
2011年，该校在武汉市政府、武汉市教育局的支持下，打造了中学生自主学习高清视频网站——武外在线。但目前已无法正常访问。

### 友好学校
- 法国波尔多市蒙田中学（法语：Lycée Michel-Montaigne）
- 法国巴黎斯坦尼斯学校（法语：Collège Stanislas (Paris)）
- 德国杜伊斯堡市马克思普朗中学（德语：Max-Planck-Gymnasium (Duisburg)）
- 德国萨克森州圣阿弗朗中学（Federal School of Saxony–Saint Afra）
- 奥地利圣柏尔腾市圣柏尔腾商业学校
- 美国匹兹堡谢里赛德中学（英语：Shady Side Academy）
- 美国夏威夷圣路易斯学校（英语：Saint Louis School）
- 英国曼彻斯特文法学校（英语：Manchester Grammar School）
- 澳大利亚墨尔本市赫利伯瑞学校（英语：Haileybury, Melbourne）
- 新西兰南-南学校[1]
- 澳大利亚墨尔本市博文中学

## 学生组织

### 学生会
武汉外国语学校学生会（Wuhan Foreign Languages School Students' Union)，是中国共青团武汉外国语学校委员会领导下的学生组织，为湖北省学生联合会第十届委员会主席团团体 。

### 社团联合会
武汉外国语学校社团联合会成立于2012年6月，其前身为2010年成立的武汉外国语学校学生会社团部。

### 武汉外国语学校模拟联合国协会
武汉外国语学校是全国第一批涉足模拟联合国活动的外国语学校之一，也是湖北省乃至华中地区最早开设模拟联合国社团的学校之一。武汉外国语学校模拟联合国协会（Wuhan Foreign Languages School Model United Nations Association，下称“武外模协”）于2005年建立，逐步建立了模式化、系统化的管理机制和培训模式，每年派出的学生代表团在哈佛大学、北京大学、外交学院、复旦大学等院校组织主办的全国模拟联合国会议也取得佳绩，给主席团留下了深刻印象。自2010年开始，武外模协开始参与区域模联会议的举办，并分别在2010年、2011年和2015年与北京大学模拟联合国协会合作共同举办北京大学全国中学生模拟联合国大会地区分会，致力于推动模拟联合国活动在华中地区的发展，获得了市区级领导的充分肯定。

### 校报编辑部
此时彼岸编辑部是中国共青团武汉外国语学校委员会下设的学校传媒组织，其出版的《此时彼岸》为武汉外国语学校的官方校报。